# Бернард Вукас
Бернард Вукас (хорв. Bernard Vukas; 1 травня 1927, Загреб — 4 квітня 1983, Загреб) — хорватський і югославський футболіст, що грав на позиції нападника. За опитуванням IFFHS займає 73 місце серед найкращих футболістів Європи XX століття. У 2000 році був визнаний газетою «Вечірній Ліст» (хорв. Večernji List) найкращим хорватським футболістом усіх часів.

## Кар'єра
Бернард Вукас почав кар'єру в молодіжному складі клубу «Конкордія». Потім виступав за аматорський клуб «Аматер» і команду «Загреб».
Влітку 1947 року Вукас перейшов в один з найсильніших югославський клубів — «Хайдук» зі Спліта. З «Хайдуком» Вукас виграв три чемпіонати Югославії, був капітаном команди, а в сезоні 1954—1955 він навіть став найкращим бомбардиром югославської першості, забивши 20 голів, після чого був визнаний спортсменом року в Югославії. Двічі в період гри за «Хайдук», в 1953 і 1954 роках, Вукас викликався ФІФА в збірну Європи: перший матч проходив на Вемблі, де команда Вукаса зіграла внічию з англійцями 4:4, а другий матч проти команди Великої Британії в Белфасті, в якому Вукас забив 3 м'ячі, а команда континентальної Європи перемогла з рахунком 4:1.

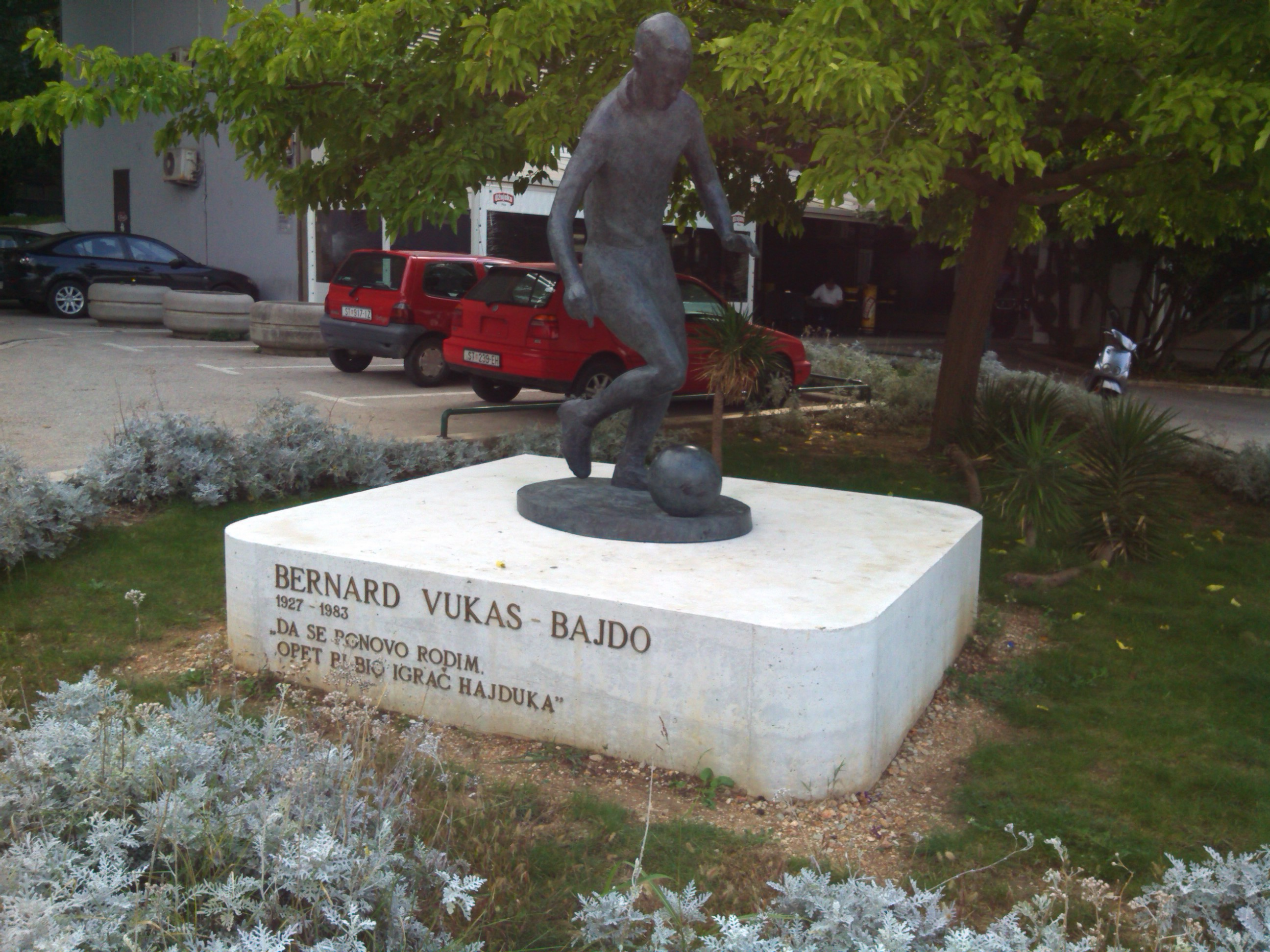
Пам'ятник Вукасу біля стадіону «Полюд» у Спліті.

У 1957 році Вукас поїхав в Італію, грати за клуб «Болонья», там Вукас провів два сезони, але результативністю не відзначався, забивши лише 2 голи в 45-ти матчах. Після цього Вукас повернувся в «Хайдук» і провів за клуб ще 4 сезони.
У 1963 році, у віці 36-ти років, Вукас поїхав в Австрію, де грав за клуби «Аустрія» Клагенфурт, ДАК і «Капфенберг». Завершив кар'єру Вукас в рідному «Хайдуку» на посаді спортивного директора, за який провів загалом 615 матчів і забив у них 300 голів (у чемпіонаті Югославії 267 ігор і 94 голи), 5 разів Вукас ставав найкращим бомбардиром сезону в команді.
За збірну Югославії Вукас виступав з 1948 по 1952 рік. З національною командою він двічі був срібним призером Олімпіад в 1948 і 1952 роках і двічі брав участь у чемпіонатах світу, у фінальних турнірах якого провів 4 гри. Всього за збірну Вукас провів 59 матчів і забив 22 голи.
З 1971 року і до кінця свого життя Вукас був директором школи тренерів у Белграді.

## Досягнення

### Командні
- Чемпіон Югославії: 1950, 1952, 1954-55
- Срібний олімпійський призер: 1948, 1952

### Особисті
- Футболіст року в Югославії: 1953
- Найкращий бомбардир чемпіонату Югославії: 1955 (20 голів)
- Спортсмен року в Югославії: 1955 (на думку газети Slobodna Dalmacija)
- Найкращий хорватський футболіст всіх часів: 2000 (на думку газети Večernji List)